# El pequeño vampiro (saga)
El pequeño vampiro (en alemán Der kleine Vampir) es un personaje de  literatura infantil  creado en 1979 por la autora alemana Angela Sommer-Bodenburg. El primer libro lleva este mismo título y dio nombre a la saga. 
La obra trata de la amistad entre el niño Anton y el vampiro  Rüdiger von Schlotterstein. Anton vive inquietantes aventuras entre los vampiros, acompañado por Rüdiger, que suele visitarle apareciendo inesperadamente en el alféizar de su ventana. Una de las dificultades a las que se enfrentan es la de tratar de que los padres de Anton no lleguen a enterarse de que Rüdiger es un vampiro.
Anton va conociendo cada vez a más miembros de la familia de Rüdiger, como la hermana pequeña Anna y el hermano mayor Lumpi. También vive emocionantes vuelos nocturnos con la capa que le presta su amigo, y pronto se familiariza con los problemas que tienen que afrontar los vampiros: el ajo, el tener que hacer la mudanza con un féretro o el sufrir la persecución del cazador de vampiros Geiermeier.
En 2007 los libros de El pequeño vampiro habían vendido más de cinco millones de copias en todo el mundo y se habían traducido a más de treinta idiomas. Han inspirado adaptaciones para televisión, cine, radio y teatro.

## Libros
1. El pequeño vampiro (Der kleine Vampir, 1979), trad. de José Miguel Rodríguez Clemente, ilustraciones de Amelie Glienke, Alfaguara.
2. El pequeño vampiro se cambia de casa (Der kleine Vampir zieht um, 1980), trad. de José Miguel Rodríguez Clemente, ilustraciones de Amelie Glienke, Alfaguara.
3. El pequeño vampiro se va de viaje (Der kleine Vampir verreist, 1982), trad. de José Miguel Rodríguez Clemente, ilustraciones de Amelie Glienke, Alfaguara.
4. El pequeño vampiro en la granja (Der kleine Vampir auf dem Bauernhof, 1983), trad. de José Miguel Rodríguez Clemente, ilustraciones de Amelie Glienke, Alfaguara.
5. El pequeño vampiro y el gran amor (Der kleine Vampir und die große Liebe, 1985), trad. de José Miguel Rodríguez Clemente, ilustraciones de Amelie Glienke, Alfaguara.
6. El pequeño vampiro en peligro (Der kleine Vampir in Gefahr, 1985), trad. de José Miguel Rodríguez Clemente, ilustraciones de Amelie Glienke, Alfaguara.
7. El pequeño vampiro y los visitantes (Der kleine Vampir im Jammertal, 1986), trad. de José Miguel Rodríguez Clemente, ilustraciones de Amelie Glienke, Alfaguara.
8. El pequeño vampiro lee (Der kleine Vampir liest vor, 1988), trad. de José Miguel Rodríguez Clemente, ilustraciones de Amelie Glienke, Alfaguara.
9. El pequeño vampiro y el paciente misterioso (Der kleine Vampir und der unheimliche Patient, 1989), trad. de José Miguel Rodríguez Clemente, ilustraciones de Magdalene Hanke-Basfeld, Alfaguara.
10. El pequeño vampiro en la boca del lobo (Der kleine Vampir in der Höhle des Löwen, 1989), trad. de José Miguel Rodríguez Clemente, ilustraciones de Magdalene Hanke-Basfeld, Alfaguara.
11. El pequeño vampiro y la guarida secreta (Der kleine Vampir und der Lichtapparat, 1989), trad. de José Miguel Rodríguez Clemente, ilustraciones de Magdalene Hanke-Basfeld, Alfaguara.
12. El pequeño vampiro y el enigma del ataúd (Der kleine Vampir und der rätselhafte Sarg, 1989), trad. de José Miguel Rodríguez Clemente, ilustraciones de Magdalene Hanke-Basfeld, Alfaguara.
13. El pequeño vampiro y la gran conspiración (Der kleine Vampir und die geheime Verschwörung, 1989), trad. de José Miguel Rodríguez Clemente, ilustraciones de Magdalene Hanke-Basfeld, Alfaguara.
14. El pequeño vampiro y la excursión a Fosavieja (Der kleine Vampir feiert Weihnachten, 1990), trad. de José Miguel Rodríguez Clemente, ilustraciones de Magdalene Hanke-Basfeld (Suat Yalaz en las primeras ediciones), Alfaguara.
15. El pequeño vampiro y la fiesta de Navidad (Der kleine Vampir und die Klassenfahrt, 1990), trad. de José Miguel Rodríguez Clemente, ilustraciones de Magdalene Hanke-Basfeld, Alfaguara.
16. El pequeño vampiro en el país del conde Drácula (Der kleine Vampir und Graf Dracula, 1993), trad. de José Miguel Rodríguez Clemente, ilustraciones de Magdalene Hanke-Basfeld (Suat Yalaz en las primeras ediciones), Alfaguara.
17. El pequeño vampiro baila que te mueres (Der kleine Vampir und die Tanzstunde, 2001), trad. de Frank Schleper, ilustraciones de Magdalene Hanke-Basfeld, Alfaguara.
18. El pequeño vampiro y su noche de cumpleaños (Der kleine Vampir hat Geburtstag, 2001), trad. de Frank Schleper, ilustraciones de Amelie Glienke, Alfaguara.
19. El pequeño vampiro y la noche del terror (Der kleine Vampir und die Gruselnacht, 2006), trad. de Amalia Bermejo, ilustraciones de Amelie Glienke, Alfaguara.
20. El pequeño vampiro y la transformación final (Der kleine Vampir und die letzte Verwandlung, 2008), no publicada en español.
21. El noctario de Anna von Schlotterstein (Anna von Schlottersteins Nächtebuch, 2012), trad. de Noemí Risco Mateo, L'Encobert.
22. El pequeño vampiro y la gran pregunta (Der kleine Vampir und die Frage aller Fragen, 2015), trad. de  Noemí Risco Mateo, ilustraciones de Amelie Glienke, Santillana.

## Adaptaciones de las obras
Series de televisión
- El pequeño vampiro (The Little Vampire, 1985), una serie de 13 capítulos de producción alemana-canadiense. La mayoría de los intérpretes eran canadienses (el cantante Jim Gray, responsable del tema de la serie They can see in the dark, interpretaba a Lumpi), con la excepción del actor alemán Gert Fröbe, que encarnó a Geiermeier.
- El pequeño vampiro (nuevas aventuras) (Der kleine Vampir – Neue Abenteuer, 1993), película de producción alemana, con Peter Lohmeyer como el padre de Anton, y Dominique Horwitz como el cazavampiros Stöbermann.

Películas
- El pequeño vampiro (The Little Vampire, 2000), coproducción entre Alemania, Holanda y Estados Unidos. El film fue dirigido por Uli Edel y protagonizado por el joven actor estadounidense Jonathan Lipnicki en el papel de Anton, junto a Rollo Weeks (Rüdiger), Anna Popplewell (Anna) y Jim Carter (Geiermeier). Se trata de una película para toda la familia, libremente basada en los personajes del pequeño vampiro y sus aventuras. La acción transcurre en Escocia.

- El pequeño vampiro 3D (The Little Vampire 3D, 2017), película de animación por ordenador, dirigida por Richard Claus y Karsten Kiilerich.

## Personajes

### Personajes principales

#### Anton Bohnsack
Anton es un niño de 9 años (11 en "El pequeño vampiro y la transformación final") que está en el tercer grado. Le gusta mucho leer historietas de terror, especialmente de vampiros, lo cual infiere en su amistad con Rüdiger. Vive muchas aventuras con sus amigos vampiros Anna y Rüdiger von Schlotterstein y con el paso del tiempo se hace cada vez más valiente. Es una persona bastante leal y servicial, siempre dispuesto a ayudar a sus seres queridos a costo de su propia... vida. Gracias a sus amigos aprende muchas cosas acerca de la existencia de estos seres tales como sus costumbres, estilos de vida, grupos y su alimentación. No sólo rescata a Rüdiger y Anna de numerosos peligros, sino que también ayuda a que los peligrosos familiares de sus amigos permanezcan a salvo de los seres humanos. Es súper simpático y amado por todos ya que es un niño muy aventurero.

#### Rüdiger von Schlotterstein
Rüdiger, el pequeño vampiro, se convirtió en vampiro cuando era niño, hace más de ciento cincuenta años. La edad que refleja es incierta, aunque su abuela dice en una ocasión que ya ha llegado "a la edad de 13 años para un vampiro". A lo largo de su dificultosa vida, siempre se ha preocupado principalmente de sí mismo y su propio interés. A pesar de ello, nunca deja en la estacada a sus amigos. Le muestra a Anton el mundo de los vampiros y emprende con él cosas que normalmente no era capaz. Tiene mucho respeto por su hermano mayor Lumpi y trata de imitarle continuamente. Con su hermana Anna siempre tiene las típicas peleas de hermanos. Está enamorado de una vampiresa llamada Olga von Seifenschwein, aunque ella nunca le hace caso y se aprovecha de él.

#### Anna von Schlotterstein
Anna es la hermana pequeña de Rüdiger y Lumpi. Su apodo inicial es "Anna la Desdentada", puesto que aún no tiene los dientes de vampiro y se alimenta de leche. Está enamorada de Anton e intenta no convertirse del todo en un vampiro, aunque no puede hacer nada al respecto. Es la más sensata de sus hermanos y, aunque es la más pequeña, se convierte en "Anna la Valiente" tras demostrar las cosas que es capaz de hacer.

#### Lumpi von Schlotterstein
Lumpi, apodado "el Fuerte", es el hermano mayor de Anna y Rüdiger. Se convirtió en vampiro cuando tenía unos 15 años. Como ya estaba en la pubertad y debido a que convertirse en vampiro implica dejar de crecer y madurar, a menudo tiene fuertes arranques temperamentales, y está destinado a tenerlos por el resto de su vida. Es muy impulsivo y se divierte asustando a Anton. Lumpi es miembro de un grupo de vampiros que mantienen una competición cuyo fin es demostrar quién es el mejor vampiro.

#### Tía Dorothee
Dorothee von Schlotterstein-Seifenschwein es la tía de Rüdiger, Anna y Lumpi. Es uno de los vampiros más sanguinarios y se hace cargo de los vampiros pequeños en cierto sentido. Se comporta a menudo como una estricta institutriz, y suele espiar a los niños. Su marido, el tío Theodor, fue asesinado por Geiermeier, a quien Dorothee profesa un odio especial. También quiso a Anna aunque fuera vampira. Anna y Rüdiger trataron de que ella se fuera de la cripta ya que ella podía oler la sangre de Anton.

### Personajes secundarios

#### Olga von Seifenschwein
Olga es la sobrina de la tía Dorothee. Vivía en un castillo en Transilvania, hasta que sus padres fueron asesinados por cazadores de vampiros. Olga, debido a su descendencia nobiliaria, es altiva, arrogante y gusta de utilizar a los demás para su propio interés; desea que la llamen "la señorita von Seifenschwein". Se considera especialmente guapa y trata de conseguir a Anton. Entre ella y Anna se establece una abierta enemistad, mientras que Rüdiger está enamorado de ella.

#### Helga Bohnsack (madre)
La madre de Anton es profesora, no cree en vampiros y le molesta mucho la manía que tiene su hijo con ellos, al punto que vive permanentemente con la intención de desarraigarla por completo de Anton y emprendiendo con frecuencia diversas tácticas para conseguirlo (aunque sin acabar de lograrlo nunca), tales como llevarlo de vacaciones a una granja lejos de la ciudad donde supuestamente en lo último que se piensa es en los vampiros. Por ello reacciona a menudo con severidad y envía a Anton a un psicólogo.

#### Anton Bohnsack (padre)
El padre de Anton no se toma el fanatismo por los vampiros de su hijo tan a la tremenda. Normalmente trata de mediar entre Anton y su madre. A menudo intenta pasar su tiempo libre con Anton, tratando de hacer cosas que cree que le pueden gustar a su hijo, como unas vacaciones aventureras y otras cosas más.

#### El guardián del cementerio, Geiermeier
Su nombre es Hans-Heinrich. Geiermeier se ha marcado el objetivo de acabar con todos los vampiros del cementerio y poder así decorarlo y cuidarlo como un parque. Está constantemente malhumorado y siempre lleva encima cabezas de ajos. Sospecha de todo el mundo. Ni tan siquiera un infarto de miocardio le hace cesar en su empeño de cazar a los vampiros. Su ayudante, Schnuppermaul, siempre hace las cosas mal, en su opinión.

#### El jardinero del cementerio, Schnuppermaul
El descerebrado ayudante de Geiermeier es de Stuttgart. Su mayor preocupación es poder ensuciarse o resfriarse en la caza nocturna de vampiros. Traba amistad con Lumpi sin saber que es un vampiro; le llama educadamente "el señor von Schlotterstein" y "mi joven amigo".

#### El psicólogo, el señor Schwartenfeger
El doctor Jürgen Schwartenfeger es el psicólogo al que Anton acude habitualmente. Con él suele hablar de la semana y de las vacaciones. En realidad debe acabar con el fanatismo de Anton hacia los vampiros, pero el psicólogo cree en ellos y ha desarrollado un extenso programa con el que quiere curarlos de su miedo a la luz del sol.

#### Udo Holzapfel
Udo es un chico de quinto grado, no es amigo de Anton al principio pero luego se van volviendo más amigos. Se hace pasar por Rüdiger cuando los padres de Anton le exigen a este (Anton) que les presente a sus amigos. A los padres de Anton no les gustó mucho Rüdiger (Udo) porque él no tenía los mejores modales del mundo (ya que él es muy glotón).Pero igual hay que tener en cuenta que no es muy fácil hacerse pasar por vampiro.

## Argumento de los libros

### El pequeño vampiro
Anton es un niño al que le gustan las historias de vampiros. Sus padres salían todos los sábados, y Anton se quedaba solo. Una noche escucha un ruido, va a ver qué sucede y era Rudiger, el pequeño vampiro. Cuando Anton conoce a la hermana de Rudiger, los dos se enamoran y son novios. Los Bohnsack invitan a casa a los nuevos amigos de Anton, y Anna y Rüdiger aparecen con sus capas de marcos.

### El pequeño vampiro se cambia de casa
El pequeño vampiro es expulsado de la cripta porque la tía Dorothee descubre que tiene contacto con humanos. Rüdiger necesita que Anton le deje colocar el ataúd en el sótano de sus padres. Con ello comienza un período estresante para Anton, pues no sólo tiene que convencer a sus padres de que no bajen al sótano, sino también lidiar con el problema de los vecinos, que notan el penetrante olor de Rüdiger. Por otro lado, una noche hay una gran fiesta de vampiros en las ruinas del Valle de la Amargura (Jammertal). Anton va al baile de los vampiros disfrazado y maquillado. Allí aprende cosas acerca de las sorprendentes celebraciones de estos seres, como la de hacer una votación para ver quién tiene el honor de ser el que huele más

### El pequeño vampiro se va de viaje
Los padres de Anton quieren pasar las vacaciones en una granja.. a   Anton no le gusta mucho la idea y hace que el pequeño vampiro vaya también allí. Rüdiger se disfraza como un humano y envuelve el ataúd en papel de regalo. En el tren conocen a una mujer muy habladora y a la que su mala vista no le permite apreciar a la primera que Rüdiger es un vampiro.

### El pequeño vampiro en la granja
Las vacaciones en la granja no prometen ser muy emocionantes para Anton. El pequeño vampiro está escondido en los alrededores, bastante incómodo entre gallinas y cerdos. Puede alimentarse solamente de huevos, perforándolos por la noche con los colmillos y bebiéndose el líquido. Esto, por supuesto, es advertido por la granjera, quien culpa a Anton de la supuesta gamberrada. Más tarde, Rüdiger se harta de comer huevos y quiere sangre humana, Anton tiene que ayudarle en la búsqueda de una víctima. Sin embargo sucede que el pequeño vampiro cae precisamente en la casa de un experto en vampiros y sólo gracias al esfuerzo y astucia de Anton pueden escapar, pero luego llegan a una pared y se ven atrapados, pero en un abrir y cerrar de ojos aparece un nuevo personaje que le suma un toque dramático a la historia, reconocido como Jacob, un hechicero del lado oscuro del cual no se puede confiar como se quisiera. A pesar de lo dicho tiende a darles una mano con su problema ¿podrán confiar en él?

### El pequeño vampiro y el gran amor
Anna está muy enfadada. Tal y como estaba previsto, la remilgada prima Olga von Seifenschwein de Transilvania ha venido de visita. Rüdiger se ha enamorado enseguida de ella y hace todo lo que Olga le manda. También la tía Dorothee hace lo que está en su mano para que la estancia de su consentida sobrina sea todo lo agradable posible. Más tarde, Olga consigue que Anton haga una fiesta en su casa. La fiesta se desmadra y Rüdiger y Olga convierten el salón de los Bohnsack en un campo de batalla, lo cual pasa a ser un desastre completo cuando los padres de Anton llegan a casa y ven lo ocurrido. Para más problemas, el padre de Anton le hace una fotografía a Anna y el flash de la cámara daña los ojos de la niña-vampiro.

### El pequeño vampiro en peligro
Los padres de Anton han revelado la foto de la fiesta y descubierto que Anna no aparece en ella. Con la preocupación de que los amigos de Anton puedan ser verdaderos vampiros, le llevan al médico. Mientras tanto, el guardián del cementerio, Geiermeier, y su ayudante Schnuppermaul finalmente lo han conseguido: la parte salvaje del cementerio, en la cual se encuentra el hogar de los vampiros, será reformada para convertirla en un parque. Ello significa que los vampiros deben abandonar la cripta. Una noche, mientras Anton despista a Geiermeier, empaquetan sus ataúdes y se trasladan a las ruinas del Valle de la Amargura.

### El pequeño vampiro y los visitantes
Anton convence a su padre para ir de excursión al Valle de la Amargura y así poder ver en secreto a Rüdiger y Anna. Mientras, los habitantes del valle son víctimas de una extraña enfermedad que les hace estar débiles y anémicos.

### El pequeño vampiro lee
La madre de Anton se une a él y a su padre y les convence para trasladarse a un hostal en el Valle de la Alegría, junto al Valle de la Amargura. Rüdiger ha encontrado las viejas Crónicas de la familia von Schlotterstein y las lee con avidez. Al enterarse de que se han paralizado indefinidamente las obras de remodelación de su viejo cementerio, la familia de vampiros regresa a la ciudad.

### El pequeño vampiro y el paciente misterioso
Anton acude al psicólogo, el señor Schwartenfeger, quien le comenta que tiene un paciente que podría ser un auténtico vampiro. Anton comprueba que no se trata de ningún miembro de la familia Schlotterstein, sino de un personaje nuevo (Igno Rante), que está efectivamente muy pálido y despide un fuerte olor a moho.

### El pequeño vampiro en la boca del lobo
Schnuppermaul, de quien Lumpi se ha hecho amigo, celebra una fiesta de disfraces en la casa del guardián del cementerio. Allí acuden Lumpi, Rüdiger, Anna y Anton, todos vestidos de vampiros. Anton sigue muy intrigado por el misterioso Igno Rante; Rüdiger se decide a seguir la misma terapia psicológica que éste para "curar" su aversión al sol.

### El pequeño vampiro y la guarida secreta
Anton descubre la vivienda de Igno Rante, una casa con las ventanas tapiadas por gruesos tablones. Mientras, Rüdiger prosigue con la terapia y Anna considera la posibilidad de prestarse también a ella.

### El pequeño vampiro y el enigma del ataúd
Anton ha caído enfermo con la varicela, aunque sigue investigando y descubre algo sobre el ataúd de Igno Rante que le causa mucha inquietud. Olga von Seifenschwein retorna inesperadamente a casa de Anton.

### El pequeño vampiro y la gran conspiración
Anton, ayudado por Anna, destapa la existencia de una conspiración destinada a convertir en objeto de estudio a todos los vampiros. La boda de Igno Rante y tía Dorothee queda truncada. Olga se marcha por segunda vez y abandona tras ella a un desesperado Rüdiger.

### El pequeño vampiro y la excursión a Fosavieja
La clase de Anton se va unos días de excursión al campo, a un sitio llamado Fosavieja. Rüdiger se siente atraído por Viola, una chica muy popular, y pide a Anton que le consiga una cita con ella. Anton logra que Viola muestre interés por Rüdiger tras embaucarla diciéndole que es actor y por eso va siempre vestido de vampiro. La clase de Anton celebra otra fiesta de disfraces, en la que todos se maquillan como vampiros.

### El pequeño vampiro y la fiesta de Navidad
Al enterarse de que su familia no celebra la Navidad, los padres de Anton invitan (con reticencias) a Rüdiger y Anna a pasar la Nochebuena con la familia Bohnsack.

### El pequeño vampiro en el país del conde Drácula
La familia von Schlotterstein retorna a su lugar de origen, Transilvania, en la actual Rumanía. Anton y sus padres pasan las vacaciones allá por la recomendación del psicólogo al que iban los padres de Anton, el señor Schwartenfeger, visitando los lugares más importantes de la ruta del Conde Drácula. Lumpi viste a Anton como una chica-vampiro, con un traje tradicional transilvano, para lograr colarle en la fiesta de su familia diciendo que es su novia y causando la envidia de otras mujeres de la familia. A la fiesta acude el propio Conde Drácula.

### El pequeño vampiro baila que te mueres
Anton está aburrido, pero no tiene ganas de ir al curso de danza al que le ha apuntado su madre. Sin embargo, para Rüdiger y Anna, que han regresado a la ciudad tras una discusión con el conde Drácula, la cosa tiene un cierto interés. Incluso Lumpi quiere apuntarse. Anna está celosa de Melanie, la atractiva pareja de baile de Anton, porque le gustaría poder ser ella misma su pareja. Los vampiros convierten la clase de baile en un caos; las cosas empeoran aún más cuando Olga reaparece.

### El pequeño vampiro y su noche de cumpleaños
No es habitual que los vampiros celebren su cumpleaños, pero Rüdiger desea hacerlo. Por eso, Anton le organiza una fiesta en el local de su clases de baile, a la que también asisten Olga y Lumpi. Anton y los vampiros tratan de divertirse inventando juegos. Mientras tanto, el profesor Cisneros lleva a su cita (la mismísima tía Dorothee) al mismo lugar, que cree solitario y tranquilo.
Quieren saber cómo se siente hacer por primera vez la fiesta de cumpleaños...

### El pequeño vampiro y la noche del terror
La biblioteca municipal celebra una noche del terror para los niños, en la que tendrán que ir disfrazados. Las actividades de la noche incluyen una visita al cementerio, permitida por Geiermeier y Schnuppermaul, que esperan capturar a los vampiros cuando éstos traten de morder a los niños. Anton se ve dividido entre la necesidad de protegerlos y a la vez evitar que los von Schlotterstein caigan en la trampa de sus enemigos.

### El pequeño vampiro y la transformación final
Olga lleva a Anton a una fiesta y aprovecha para morderlo e intentar convertirlo en su esclavo. Rüdiger tendrá que elegir entre Olga y Anton y finalmente, elige a su mejor amigo.
La madre de Anton vuelve de un viaje y ve las marcas en el cuello, pero intentan convencerla de que son picaduras de mosquito.

### El noctario de Anna von Schlotterstein
Anna le deja a Anton su diario, donde relata los acontecimientos desde el comienzo de su vida y su transformación en vampiro hasta que conoció a Anton y comenzó a ser su amiga.

### El pequeño vampiro y la gran pregunta
Los padres de Anton se han divorciado. Anna vuelve a buscar a Anton para formularle la Pregunta de Todas las Preguntas, si desea convertirse en vampiro y vivir a su lado toda la eternidad.